# Mercury Marauder
La Marauder è un'autovettura full-size prodotta dalla Mercury dal 1969 al 1970 e dal 2003 al 2004. Dal 1963 al 1965 la Marauder è stata invece un allestimento dei modelli full-size della Mercury.
Durante gli anni sessanta la Marauder era la versione ad alte prestazioni della Galaxie. La Marauder è stata poi reintrodotta nel 2003, e questa volta rappresentava la versione ad alte prestazioni della Grand Marquis. A causa delle basse vendite, la Marauder fu tolta di produzione definitivamente alla fine del model year 2004. Durante in tutto il periodo in cui fu prodotta, la Marauder è stata caratterizzata da un motore montato anteriormente e dalla trazione posteriore.

## La Marauder come allestimento: 1963–1965

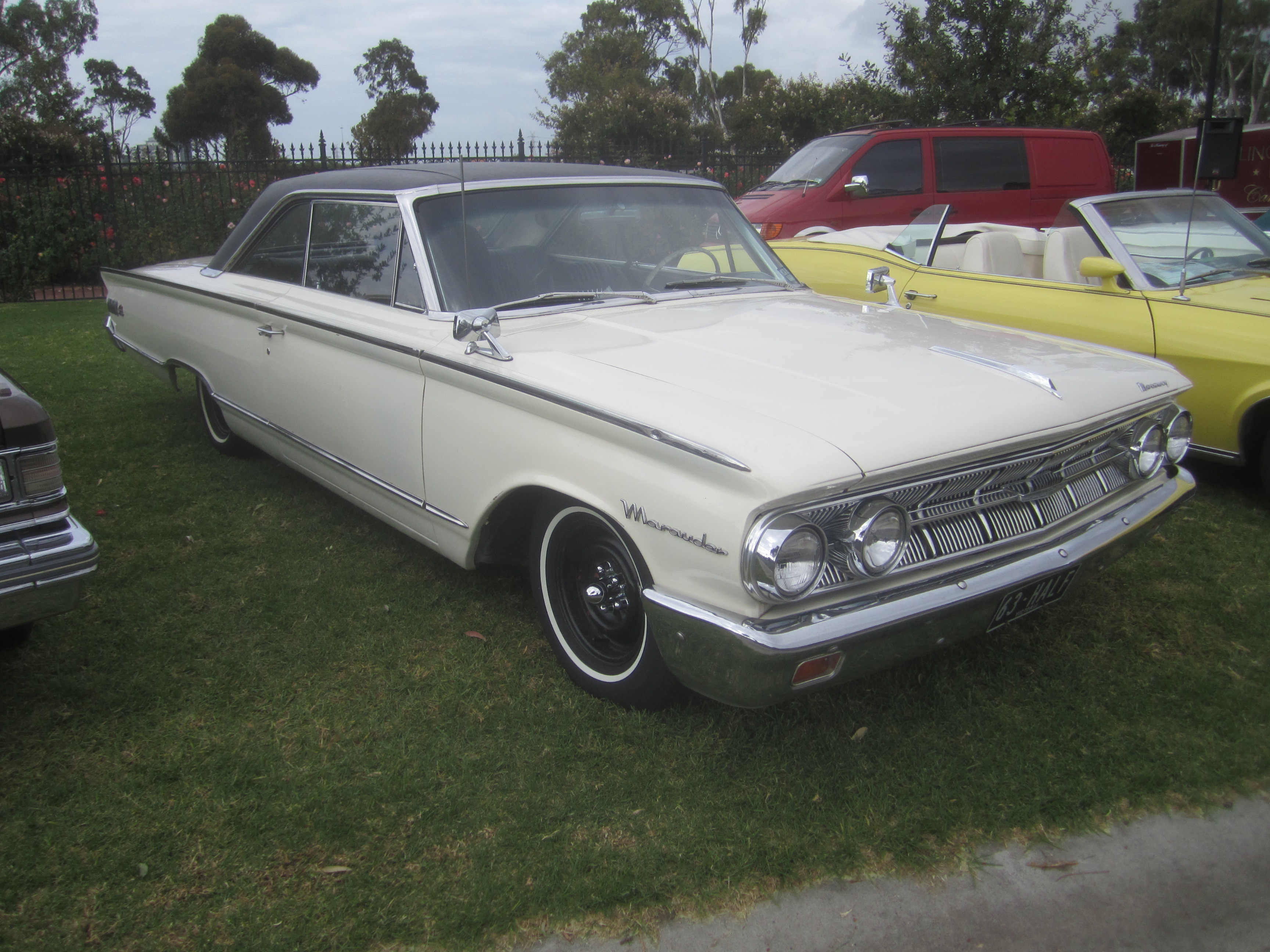
Una Mercury Marauder del 1963

La Marauder è comparsa sui mercato nella metà del 1963 come allestimento dei modelli Mercury full-size. All'inizio era disponibile solo in versione hard-top due porte. Questa versione era caratterizzata da un tettuccio fastback che era stato ideato per le Marauder e per le Galaxie destinate alle gare NASCAR. Nel 1964 venne introdotta anche la versione berlina quattro porte, che poteva essere contraddistinta da un tettuccio fastback. Quest'ultimo era opzionale anche sulla Monterey, sulla Montclair e sulla Park Lane. Questa serie di Marauder era inoltre dotata di sedili singoli e di una console centrale.

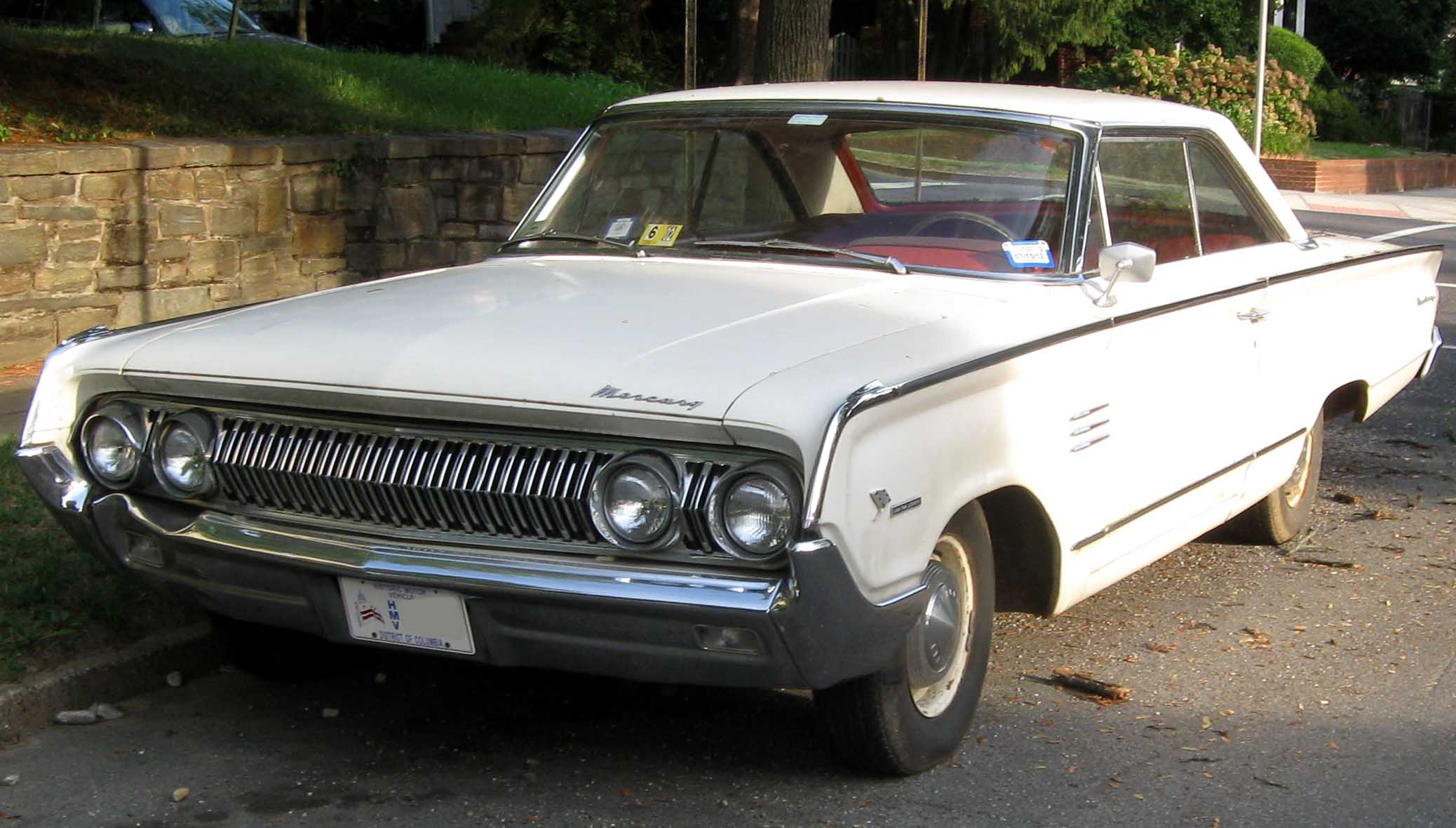
Una Mercury Marauder del 1964

La scelta dei motori di questa Marauder comprendeva dei V8 da 6,4 L, 6,7 L e 7 L. Come era consueto all'epoca per i modelli Mercury, questi tre propulsori ed altri componenti del gruppo motopropulsore erano in comune con altre vetture Ford. Il cambio poteva invece essere manuale a tre o quattro rapporti, oppure automatico a tre marce.
Dopo il 1965, la Marauder uscì temporaneamente di produzione, per poi riapparire nel 1969 come modello a sé stante. 

## La prima serie: 1969–1970

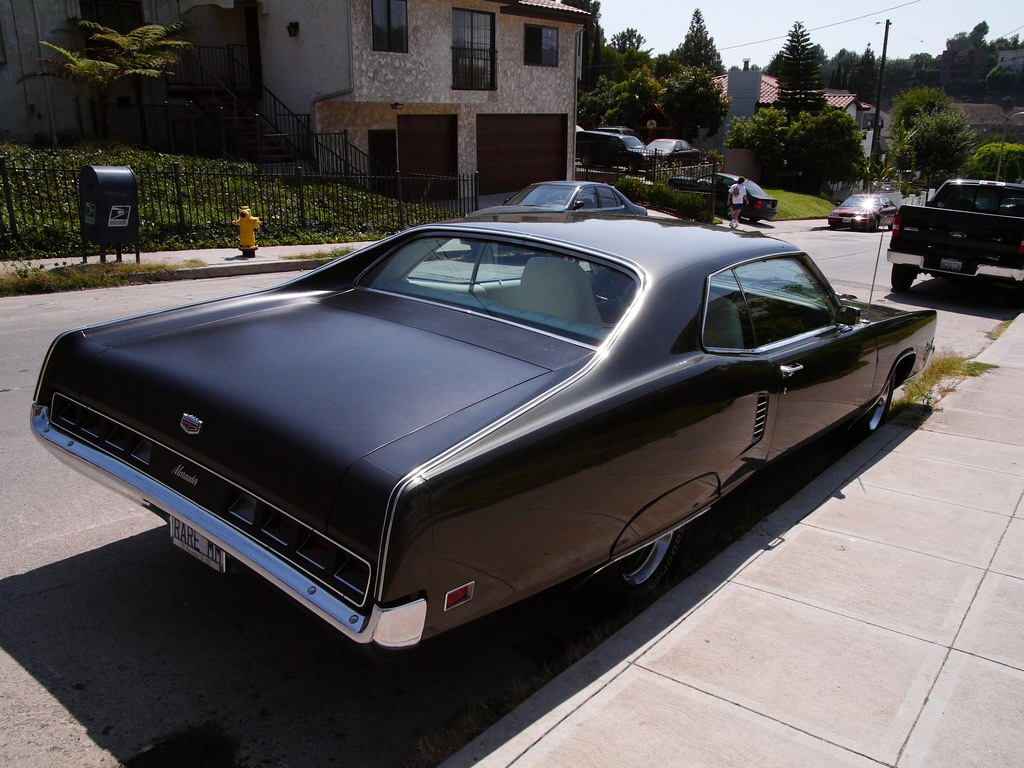
Una Mercury Marauder X-100 del 1970

Nel 1969 la Marauder venne reintrodotta, questa volta come modello a sé stante. Il frontale e gli interni erano ora condivisi con la Marquis, ma la coda era peculiare. Inoltre, erano presenti delle prese d’aria non funzionali sulle fiancate che differenziavano ulteriormente il modello. Le versioni più accessoriate erano dotate di sedili singoli e di una consolle che ospitava anche i comandi del cambio automatico. Inoltre, erano presenti delle ruote speciali e delle carenature in corrispondenza delle ruote posteriori.
La versione base di questa serie di Marauder era dotata di un motore V8 da 6,4 L, mentre la versione X-100 aveva installato un V8 da 7 L.

## La seconda serie: 2003–2006[1]

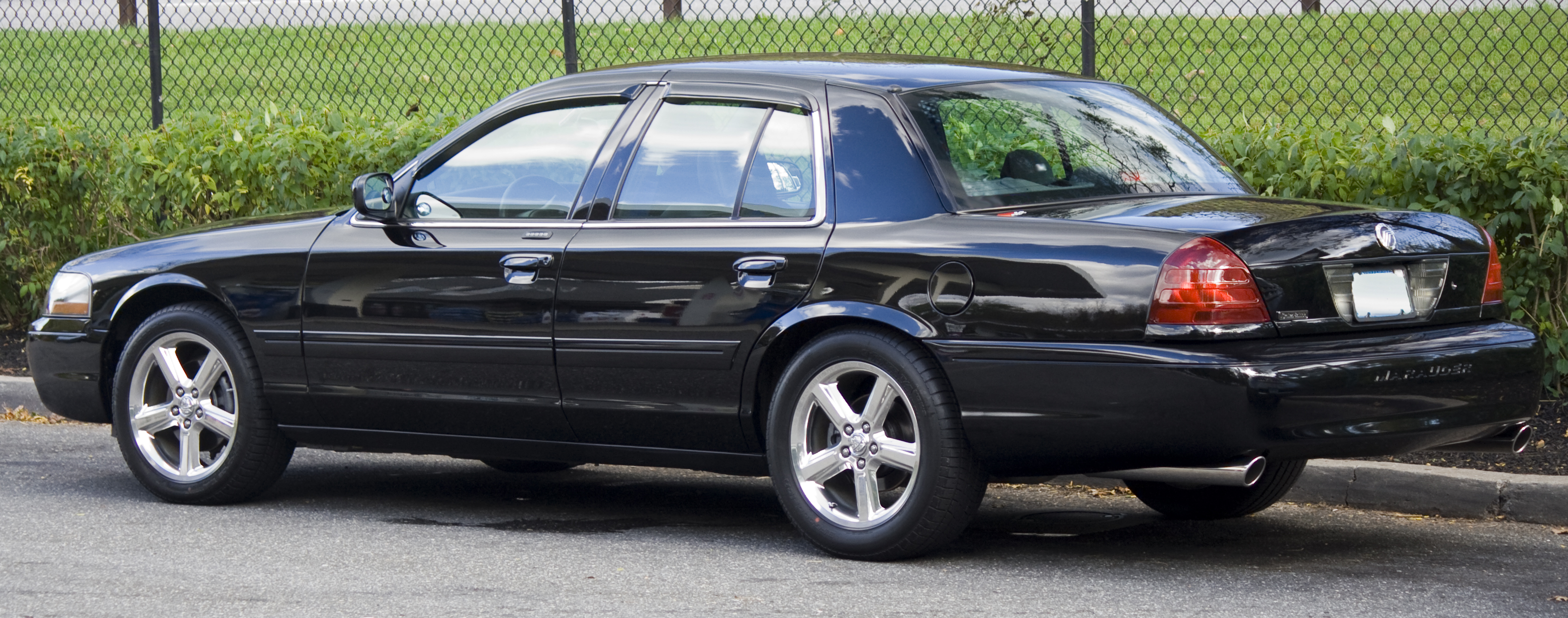
Vista posteriore di una Marauder seconda serie

Dal 2003 al 2004 la Ford propose nuovamente il nome Marauder per un modello Mercury. Questa volta la Marauder era sostanzialmente la versione ad alte prestazioni della Mercury Grand Marquis a sua volta basata sulla Ford Crown Victoria. Sebbene il marchio Mercury fosse in diretta concorrenza con la Buick (in precedenza con l'Oldsmobile), il design della nuova serie di Marauder era molto simile a quello della settima generazione della Chevrolet Impala. Gli interni in pelle erano di serie.
Per differenziarsi dalla Grand Marquis, la Marauder prese in prestito da altri modelli Mercury e Ford molti componenti. A differenza della Grand Marquis, la leva del cambio della Marauder era posizionata sul pavimento e gli interni comprendevano dei sedili singoli.
La terza serie di Marauder era basata sul pianale Ford Panther, che fu introdotto nel 1978. La Marauder era dotata di un motore V8 bialbero da 4,6 L che erogava 306 CV di potenza e 431 N•m di coppia. Questo propulsore aveva parecchi componenti in comune con i motori della Ford Mustang e della Lincoln Aviator. La Marauder era poi dotata di un sistema di scarico doppio e di un cambio automatico a quattro rapporti.
Le vendite della nuova serie della Marauder delusero le aspettative, e quindi la Ford decise di interrompere la produzione nel 2004 dopo 11.052 esemplari assemblati. Gli ultimi tre sono stati prodotti nel 2005 e nel 2006 - due e uno rispettivamente. Per fare un paragone, la Mercury produsse, nello stesso periodo, 179.723 esemplari di Grand Marquis.
Questa serie di Marauder è stata prodotta a St. Thomas, in Canada.